# Teddy Nilsson
Bo Teddy Mikael Nilsson, född 20 november 1966 i Klippans församling, Kristianstads län, är politisk gruppledare för Sverigedemokraterna i Svalöv och ordförande för kommunstyrelsen i Svalövs kommun. Han är även ledamot av regionfullmäktige i Region Skåne samt ersättare i den regionala utvecklingsnämnden.

## Kontroverser
Nilsson har kritiserats för att han i ett Facebook-inlägg den 4 augusti 2017 krävt att Prideflaggan ska förbjudas. Han har senare förtydligat att flaggan inte bör förbjudas generellt, men att den inte bör hissas på kommunens flaggstång.
Nilsson har även kritiserats för att den 2 augusti 2018 ha länkat till ett blogginlägg med titeln ”Är Annie Lööf en folkförrädare?” och innehållande texten "Annie Lööf är verkligen en folkförrädare. Det är helt korrekt att kalla henne för det". Nilsson kommenterade med "Väl valda ord" när han delade inlägget.  Nilsson säger sig ha vaga minnen av texten, men menar sig vara "väldigt försiktig med att uttrycka så grova ord om människor själv".